# Markus Pilz
Markus Pilz (18 maggio 1962 – Kreuztal, 3 ottobre 2014) è stato un atleta paralimpico tedesco.

## Biografia
Markus Pilz è divenuto paraplegico all'età di sedici anni, in seguito a un incidente con un ciclomotore. Dedicatosi all'atletica leggera in carrozzina, ha vinto due volte la maratona di Amburgo e sei medaglie, in due edizioni delle Paralimpiadi: a Barcellona 1992 e ad Atlanta 1996. Tre medaglie sono state conquistate individualmente, le altre (due a Barcellona e una ad Atlanta) in staffetta. Dopo il 1996 ha partecipato a eventi sportivi prestigiosi e quindi è passato a praticare l'handbike.
Nell'ottobre 2014 è stato investito mentre si allenava con questo mezzo e ha riportato lesioni mortali. È morto il 3 ottobre, lasciando una famiglia costituita dalla moglie e dalla figlia sedicenne. Era molto popolare e la sua perdita ha suscitato grande cordoglio: nel corso della sua vita era stato votato come atleta dell'anno quattro volte, nel 1987, 1988, 1991 e 1992.
Per i suoi meriti sportivi, l'atleta è stato insignito del Lauro d'argento: il 23 giugno 1993, con tutti gli atleti vincitori di una medaglia alle Paralimpiadi di Barcellona, dal Presidente della Repubblica Richard von Weizsäcker.

## Palmarès
| Anno | Manifestazione     | Sede       | Evento               | Risultato | Prestazione | Note |
| ---- | ------------------ | ---------- | -------------------- | --------- | ----------- | ---- |
| 1992 | Giochi paralimpici | Barcellona | 400 m piani TW3      | Oro       | 51"93       |      |
| 1992 | Giochi paralimpici | Barcellona | 5000 m piani TW3-4   | Argento   | 11'13"95    |      |
| 1992 | Giochi paralimpici | Barcellona | 10000 m piani TW3-4  | Bronzo    | 22'53"36    |      |
| 1992 | Giochi paralimpici | Barcellona | 4×100 m TW3-4        | Oro       | 55"63       |      |
| 1992 | Giochi paralimpici | Barcellona | 4×400 m TW3-4        | Bronzo    | 3'26"94     |      |
| 1996 | Giochi paralimpici | Atlanta    | 400 m piani T52      | Argento   | 52"61       |      |
| 1996 | Giochi paralimpici | Atlanta    | 800 m piani T52      | 4º        | 1'42"25     |      |
| 1996 | Giochi paralimpici | Atlanta    | 1500 m piani T52-53  | 8°        | 3'07"94     |      |
| 1996 | Giochi paralimpici | Atlanta    | 10000 m piani T52-53 | 6º        | 21'58"80    |      |
| 1996 | Giochi paralimpici | Atlanta    | 4×400 m T52-53       | 4º        | 3'21"98     |      |

## Altre competizioni internazionali
1990
- Oro alla Maratona di Amburgo , cat. in carrozzina - 1h44'18"

1991
- Oro alla Maratona di Amburgo , cat. in carrozzina - 1h42'42"